# バリゴミンゴ
バリゴミンゴ(Balligomingo)は、ギャレット・シュワルツとヴィック・レヴァックによるエレクトロニック・ミュージック・プロジェクト。彼らの音楽は、デレリアム、マッシヴ・アタック、Conjure One、Mythos、Nitin Sawhney、エニグマなどと比較されている。ヴォーカルのジョディ・クワインは2009年のアルバム『Under an Endless Sky』に参加している。バンド名はペンシルベニア州ガルフ・ミルズの道路、レニ＝レナペ族がこの地域を指す言葉、から名付けられた。 Balligomingoの音楽は、2000年に制作され、2003年に公開された映画『Hollywood Vampyr』でもフィーチャーされている。

## アルバム
- Beneath the Surface (2002)
- Under an Endless Sky (2009)
- Remix, Vol. 1 (2011)

## External links
- Allmusic entry for Balligomingo
- Beneath The Surface Album Review
- Balligomingo Official Site
- バリゴミンゴ - インターネット・アーカイブ

1. ↑  O'Loughlineditor@mainlinemedianews.com, Kathy. “ML History: The river boroughs of Montco” (英語). Main Line Media News 2018年7月9日閲覧。